# انسخده
شهر انسخده (به هلندی: Enschede) در اوفریسل در کشور هلند واقع شده‌است. جمعیت این شهر ۱۵۴٫۷۶۰ نفر  است.